# Otage (film, 2005)
Pour les articles homonymes, voir Otage (homonymie).
Pour plus de détails, voir Fiche technique et Distribution.
Otage (Hostage), Otages de la peur au Québec est un film américain réalisé par Florent-Emilio Siri, sorti en 2005.

## Synopsis
Jeff Talley, un policier spécialiste des négociations, quitte Los Angeles après n'avoir pu empêcher la mort d'une femme et de son fils pris en otage. Mais il est bientôt rejoint par son passé lorsque trois jeunes désœuvrés suivent une jeune fille jusqu'à son domicile et prennent la famille en otage tandis qu’elle est retenue ligotée et bâillonnée La situation se complique lorsque le père de la jeune fille se révèle être le comptable d'une organisation criminelle, laquelle est bien décidée à récupérer chez lui un DVD contenant des informations confidentielles et n'hésite pas à kidnapper la femme et la fille de Talley pour le contraindre à coopérer.

## Fiche technique
- Titre original : Hostage
- Titre français : Otage

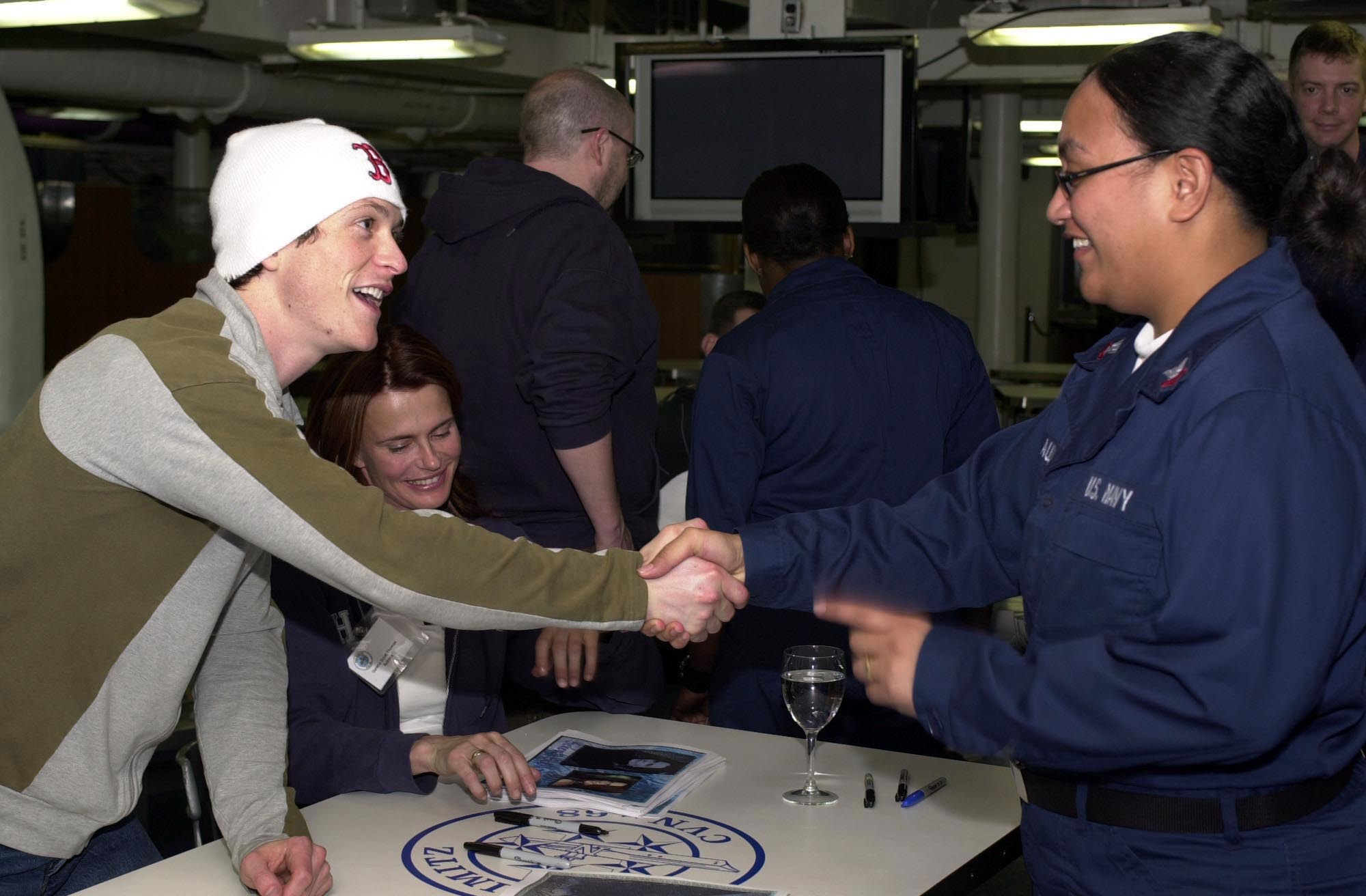
Jonathan Tucker et Serena Scott Thomas rencontrent une spectatrice

- Titre québécois: Otages de la peur
- Réalisation : Florent-Emilio Siri
- Scénario : Doug Richardson, d'après le roman de Robert Crais
- Musique : Alexandre Desplat
- Photographie : Giovanni Fiore Coltellacci
- Montage : Richard Byard et Olivier Gajan
- Décors : Larry Fulton
- Costumes : Elisabetta Beraldo (it)
- Production : Mark Gordon, Arnold Rifkin, Bruce Willis, Bob Yari, Manfred D. Heid, Gerd Koechlin, Josef Steinberger et David Willis
- Sociétés de production : Miramax Films, Cheyenne Enterprises, Stratus Film Co., Equity Pictures Medienfonds GmbH & Co. KG II et Hostage GmbH
- Sociétés de distribution : (France) Metropolitan Filmexport ; (États-Unis) Miramax Films
- Budget : 75 000 000 $
- Pays d'origine : États-Unis et Allemagne
- Format : couleurs - 2,35:1 - DTS / Dolby Digital / SDDS - 35 mm
- Genre : Thriller, policier, action et drame
- Durée : 113 minutes
- Dates de sortie[1] :
  -  États-Unis : 11 mars 2005
  -  Belgique : 20 avril 2005
  -  France : 27 avril 2005
- Classifications :
  - Film interdit aux moins de 12 ans lors de sa sortie en France

## Distribution
- Bruce Willis (VF : Patrick Poivey ; VQ : James Hyndman) : Jeff Talley
- Ben Foster (VF : Benoît Magimel ; VQ : Martin Watier) : Mars Krupcheck
- Kim Coates (VF : Féodor Atkine ; VQ : Luis de Cespedes) : The Watchman
- Robert Knepper (VF : Patrick Floersheim) : Wil Bechler
- Kevin Pollak (VQ : Jean-Marie Moncelet) : Walter Smith
- Jonathan Tucker (VF : Damien Boisseau ; VQ : Hugolin Chevrette-Landesque) : Dennis Kelly
- Marshall Allman (VF : Alexis Tomassian ; VQ : Xavier Morin-Lefort) : Kevin Kelly
- Tina Lifford (VF : Christine Delaroche) : Laura Shoemaker
- Jimmy Bennett (VQ : Léo Caron) : Tommy Smith
- Michelle Horn (VF : Marie-Eugénie Maréchal ; VQ : Aline Pinsonneault) : Jennifer Smith
- Serena Scott Thomas (VF : Charlotte Valandrey) : Jane Talley
- Glenn Morshower (VF : Claude Brosset) : lieutenant Leifitz
- Jamie McShane (VF : Bernard Lanneau ; VQ : Gilbert Lachance) : Joe Mack
- Rumer Glenn Willis (VF : Delphine Rivière) : Amanda Talley
- Ransford Doherty : Mike Anders
- Marjean Holden (VF : Sophie Riffont) : Carol Flores
- Michael D. Roberts : Ridley
- Kathryn Joosten : Louise

 Source et légende : version française (VF) sur RS Doublage et VoxoFilm version québécoise sur Doublage Québec
VQ-Direction artistique / Adaptation : Pierre G. Verge - Studio : Cinélume
VF-Dialogues : Déborah Perret - Direction artistique : Danielle Perret - Enregistrement & mixage : Gilles Missir - Montage : Alban Colombet - Studio Enregistrement, Mixage et Report optique : Dubbing Brothers (source : carton de doublage du film)

## Production

### Genèse du projet
Otage est l'adaptation cinématographique du roman Otages de la peur de Robert Crais publié en 2003.
L'Écossais Paul McGuigan est d'abord pressenti pour réaliser le film. Mais après avoir été très impressionné par Nid de guêpes, Bruce Willis insiste pour rencontrer le Français Florent-Emilio Siri,.

« Mon agent américain m'a dit que Bruce Willis allait m'appeler. J'ai été très surpris, et je lui ai dit : « C'est génial... mais t'es sûr que c'est bien Bruce Willis ? » (...) Pour nous, Européens, il est une icône, une star absolue. Le nouveau John Wayne. Mais pour moi, c'est avant tout un formidable acteur. Travailler avec lui est une expérience incomparable, c'est comme jouer d'un Stradivarius... »

— Florent-Emilio Siri
Une fois embauché, Florent-Emilio Siri retravaille le script avec le scénariste Doug Richardson. Ils apportent quelques modifications par rapport au roman de Robert Crais :
- Les trois voyous du film sont plus jeunes que dans le roman et toute allusion à la Mafia est supprimée[5]
- Le film montre un portrait de la jeune génération actuelle
- Le script se focalise sur la personnalité de Jeff Talley, sans pour autant appauvrir les autres personnages principaux.

### Tournage
Le tournage a débuté le 19 janvier 2004 et s'est déroulé en Californie, principalement à Los Angeles, mais également à Azusa, Malibu et Topanga.

## Accueil

### Critiques
Le film a reçu des critiques mitigées de la part des critiques. Rotten Tomatoes a donné au film une note de 35 % sur 155 critiques. Les spectateurs interrogés par CinemaScore ont attribué au film une note moyenne de "B +" sur une échelle de A + à F.

### Box-office
| Pays ou région    | Box-office      | Date d'arrêt du box-office | Nombre de semaines |
| ----------------- | --------------- | -------------------------- | ------------------ |
| États-Unis Canada | 34 639 939 $    | 19 juin 2005               | 15                 |
| France            | 723 881 entrées | -                          | -                  |
| Total mondial     | 77 663 556 $    | -                          | -                  |

Le long-métrage rencontre un échec commercial. Sorti dans une combinaison de départ de 2 123 salles aux États-Unis, le film fait un mauvais démarrage lors de son premier week-end d'exploitation avec 10,2 millions $ de recettes, ce qui constitue le pire lancement au box-office d'un film d'action à gros budget mettant Bruce Willis en vedette, avant de connaître une forte baisse de 41% le week-end suivant, alors qu'il a gagné soixante salles supplémentaires, et de finir son exploitation après quinze semaines avec un résultat de 34,6 millions $.
À l'international, il totalise 43 millions $, notamment grâce aux recettes engrangées au Royaume-Uni (7,7 millions $) et en France (5 millions $), lui permettant de cumuler 77,6 millions $ dans le monde. Otage marque le cinquième des sept échecs consécutifs au box-office de Bruce Willis en tant que tête d'affiche entre 2001 et 2007 avant de renouer le succès avec Die Hard 4 : Retour en enfer (2007).

### Autour du film
L'une des filles de Bruce Willis, Rumer Glenn Willis, joue sa fille Amanda dans le film.